# Puerto de Pajares
Le puerto de Pajares est un col routier qui s'élève à 1 379 m d'altitude dans la cordillère cantabrique. Il relie les communautés autonomes des Asturies et de Castille-et-León et constitue l'un des principaux points d'accès à la Meseta.
La station de Valgrande-Pajares, l'une des plus anciennes d'Espagne (mise en service en 1954) et des plus importantes du nord de l'Espagne, est à proximité du col.